# Dark Reign: The Future of War
Dark Reign: The Future of War ist ein Echtzeit-Strategiespiel des australischen Entwicklers Auran (heute N3V Games), das 1997 von Activision für Windows veröffentlicht wurde. 2013 wurde über Xbox Live ein Remake für Xbox 360 veröffentlicht. The Future of War verkaufte sich über 500.000 Mal und erhielt im Jahr 2000 mit Dark Reign 2 einen Nachfolger.

## Handlung
In ferner Zukunft kämpfen in unserer Galaxis zwei Parteien gegeneinander: Das technologisch und materiell überlegene Imperium und eine Truppe Aufständischer, das Freiheitskorps. Das Freiheitskorps ist ein zusammengewürfelter Haufen ehemaliger Sklaven des Imperiums. Letzteres ist eine außer Kontrolle geratene Behörde, die versucht, die Herrschaft über die Galaxis an sich zu reißen. Um einen organisierten Aufstand zu verhindern, sind den Sklaven von ihren Herren Implantate in den Hals eingepflanzt, die sie im 25. Lebensjahr töten; dies soll die Entwicklung von Führerpersönlichkeiten verhindern, die eventuell eine Rebellion leiten könnten. Trotzdem tobt zum Zeitpunkt des Spiels ein erbitterter Krieg zwischen den beiden Fraktionen, und die entschlossene Rebellentruppe kann dem dekadenten Imperium durchaus Paroli bieten.
Vor diesem Hintergrund versucht eine dritte Partei, ihr Überleben zu sichern: Der Geheimbund Togras, der den Spieler in der letzten Mission zur Hilfe ruft. Mit Hilfe einer Zeitmaschine darf der Spieler zurückreisen zu dem Zeitpunkt, als eine neue imperiale Geheimwaffe nicht nur einen ganzen Planeten voller Aufständischer, sondern versehentlich auch das dort angesiedelte Hauptquartier des Togranerordens vernichtete. Das eigentliche Spiel entpuppt sich also als „Aufnahmetest“ für die letzte Mission.

## Entwicklung
Dark Reign: The Future of War wurde vom australischen Entwicklerstudio Auran entwickelt. 1997 wurde das Spiel von Activision für Windows veröffentlicht. Die aktuelle Version 1.4 erschien 1998. Mittels eines Community-Patches von 2022 kann das Spiel auf Version 1.8.2 aktualisiert werden.

### Erweiterungen
1998 veröffentlichte Activision das Add-on Rise of the Shadowhand, mit dem das Hauptprogramm um mehrere, meist sehr kniffelige Missionen und zwei neue Parteien erweitert wurde. Noch im selben Jahr erschien außerdem das offizielle Map-Pack Battles of the Outer Rim von Macmillan Digital Publishing, das sechs Einzelspieler-Missionen und 79 Mehrspieler-Karten enthielt.

### Dark Reign Redux
Am 27. Januar 2013 veröffentlichte das Entwicklerstudio Magnetar Games eine Portierung des Basisspiels The Future of War für die Spielkonsole Xbox 360. Das Spiel wurde unter dem Titel Dark Reign Redux als Downloadtitel über die Online-Vertriebsplattform Xbox Live angeboten. Der Indie-Entwickler erhielt die Freigabe des Publishers Activision das Spiel in Eigenverantwortung zu modernisieren. Die Demo-Version konnte dabei mit Microsoft Silverlight im Browser getestet werden.

## Rezeption

### Pressestimmen
Dark Reign: The Future of War wurde durchweg positiv von Kritikern rezipiert. Während der Vergleich zum zwei Jahre zuvor erstmals erschienenen genre-prägenden Klassiker Command & Conquer (Virgin Interactive, ab 1995) nahelag, übernehme The Future of War viele der erfolgreichen Elemente. Dabei verliere sich Activisions C&C-Alternative jedoch zu sehr in innovativen, aber wenig praxis-relevanten Details, wie einer ausgeklügelten Einheiten-spezifischen Künstlichen Intelligenz.
Die deutsche Zeitschrift PC Games vergab eine Wertung von 84 % für den Spielspaß und begründete diese „in erster Linie durch die raffinierten Missionen, den leistungsfähigsten Editor weit und breit, das überragende Wegepunkte-System und einen Computergegner, der Ihnen das nicht gerade alltägliche Gefühl gibt, gegen einen menschlichen Konkurrenten zu spielen. Aber KI ist halt nicht alles – entscheidend bleibt der Spielspaß, und der wird in diesem Fall u. a. durch die vermurkste Darstellung der 3D-Landschaft arg in Mitleidenschaft gezogen.“

### Verkaufszahlen
The Future of War verkaufte sich bis 1999 weltweit etwa 500.000 Mal und erfreute sich vor allem in Deutschland und Australien großer Beliebtheit.

## Nachfolger
Im Jahr 2000 erschien die von den Pandemic Studios entwickelte Fortsetzung Dark Reign 2, die wieder von Activision veröffentlicht wurde. Das Spiel erzählt die Vorgeschichte des ersten Teiles, anders als in Teil 1 kämpft man aber nur auf der Erde und verfolgt, wie die JVB (Jupiter-Vollzugs-Behörde) sich immer mehr zum Imperium verändert. Spielte man den Vorgänger noch aus einer zweidimensionalen Vogelperspektive, benutzte man im Nachfolger nun eine zeitgemäße 3D-Grafik. Die deutsche Lokalisierung übernahm die Effective Media GmbH.